# 그래플링
그래플링(Grappling)은 격투 기술이자 던지기, 넘어뜨리기, 쓸어 넘기기, 클린치 파이팅, 그라운드 파이팅 및 서브미션 홀드를 기반으로 하는 완전한 접촉 격투 스포츠이다.

그래플링 대회는 종종 테이크다운과 그라운드 컨트롤을 포함하며 참가자가 패배를 인정하면 종료될 수 있다. 경기 시간 제한이 경과한 후 승자가 없는 경우 경기 심사위원은 누가 더 많은 통제권을 행사했는지에 따라 승자를 결정한다.
그래플링은 가장 일반적으로 타격이나 무기 사용을 포함하지 않는다. 그러나 특히 그래플링 기술로 알려진 일부 격투 스타일이나 무술은 그래플링과 함께 또는 결합된 공격과 무기를 포함하는 전술을 가르친다.

## 같이 보기
- 서브미션 레슬링
- 유도
- 레슬링